# Compagnie du Katanga
De Compagnie du Katanga was een concessiemaatschappij die zich toelegde op mijnbouwactiviteiten in Katanga, een regio gelegen binnen de Onafhankelijke Congostaat.

## Achtergrond

### Oprichting
Het bedrijf werd opgericht in 1891 om Britse aanspraken op Katanga af te wenden. Het initiatief tot oprichting lag bij Albert Thys en Leopold II, maar het bedrijf werd gevormd door de Compagnie du Congo pour le Commerce et l'Industrie (CCCI) en een groep Engelse investeerders. Het bedrijf verkreeg 99-jarige mijnbouwrechten op een derde van het land en voorkeursrechten voor twintig jaar op de rest. Na uitgebreide verkenningen ontdekte het bedrijf rijke koperafzettingen.

### Oprichting van het Comité Spécial du Katanga (CSK)
In 1900 vormden het bedrijf en de regering van de Onafhankelijke Congostaat het Comité Spécial du Katanga (CSK) om het hele gebied te besturen, inclusief een eigen politiemacht. De CSK was onafhankelijk van de administratie in Boma en rapporteerde rechtstreeks aan Brussel.

### Samenwerking met Robert Williams en oprichting van UMHK
De CSK huurde Robert Williams van Tanganyika Concessions (TCL) in om te prospecteren naar mineralen. In 1906 richtten de Compagnie du Katanga, de CSK en TCL gezamenlijk het mijnbouwbedrijf Union Minière du Haut-Katanga (UMHK) op.

### Fusie van CCIC en Compagnie du Katanga
In 1971 werd besloten om de financiële krachten van de twee houdstermaatschappijen, CCIC en Compagnie du Katanga, te bundelen. Om fiscale redenen werd de dochteronderneming, Compagnie du Katanga, geabsorbeerd door het moederbedrijf, CCIC.